# أندي أندرسون (لاعب كرة قدم)
أندي أندرسون (بالإنجليزية: Andy Anderson)‏ هو لاعب كرة قدم بريطاني، ولد في 7 أغسطس 1953 في Dalmarnock ‏ في المملكة المتحدة.